# Гаотай
Гаота́й (кит. упр. 高台, пиньинь Gāotái, буквально: «высокое возвышение») — уезд городского округа Чжанъе провинции Ганьсу (КНР).

## История
В эпоху Воюющих царств в этих местах юэчжи, затем эти места взяли под контроль сюнну. При империи Западная Хань во времена императора У-ди сюнну были разгромлены, и эти места были присоединены к империи Хань; в этих местах был создан уезд Дайши (表是县), а часть современной территории уезда оказалась в составе уезда Лэгуань (乐涫县). При империи Восточная Хань написание названия уезда Дайши было изменено на 表氏县.
В 397 году Цзюцюй Мэнсунь провозгласил в этих местах образование государства Северная Лян. В 439 году Северная Лян была завоёвана государством Северная Вэй. После распада Северной Вэй эти места с 534 года оказались в составе государства Западная Вэй.
При империи Суй в 583 году уезд Дайши был расформирован. После основания империи Тан уезд Лэгуань был в 619 году присоединён к уезду Фулу (福禄县) области Сучжоу (肃州). Во время мятежа Ань Лушаня западные окраины империи Тан опустели, и эти места были захвачены тибетцами. В IX веке империя Тан вернула территорию, но затем она была завоёвана уйгурами, которые в 928 году покорились государству Поздняя Тан. В 1028 году тангуты создали государство Западная Ся, и эти земли вошли в его состав. Позднее тангутское государство было уничтожено монголами и эти земли вошли в состав империи Юань.
При империи Мин в западных частях страны вновь были размещены китайские войска, и в 1372 году в этих местах было построено укрепление, получившее название Гаотайский пост (高台站). При империи Цин в 1725 году военные структуры были заменены на гражданские, и в этих местах был создан уезд Гаотай.
В 1949 году был создан Специальный район Чжанъе (张掖专区), и эти земли вошли в его состав. В 1950 году он был расформирован, и эти земли перешли в состав Специального района Цзюцюань (酒泉专区).
В 1955 году Специальный район Цзюцюань и Специальный район Увэй были объединены в Специальный район Чжанъе. В 1970 году Специальный район Чжанъе был переименован в Округ Чжанъе (张掖地区).
Постановлением Госсовета КНР от 1 марта 2002 года были расформированы округ Чжанъе и городской уезд Чжанъе, и образован городской округ Чжанъе.

## Административное деление
Уезд делится на 9 посёлков.

## Экономика
Активно развивается ветроэнергетика. 